# 悪戸 (弘前市)
悪戸（あくど）は青森県弘前市の地名。郵便番号は036-8264。

## 地理
青森県道28号岩崎西目屋弘前線・青森県道129号関ケ平五代線が北部を通り、中央部をアップルロード（弘前南部広域農道）が通る。北は真土、東は常盤坂・清水富田・小沢、南は坂元、西は湯口・下湯口に接する。

### 小字
字青柳、後沢、鳴瀬(一部が常盤坂三丁目に編入)、中野、前萢、芦野、村元

## 沿革
- 1889年（明治22年）4月1日 - 清水村大字悪戸となる。
- 1891年（明治24年） - 当時の記録では人口627、戸数93、厩72、学校1であった。
- 1955年（昭和30年）3月1日 - 弘前市の大字になる。
- 1973年（昭和48年）1月20日 - 字鳴瀬の一部が常盤坂三丁目になる。

## 世帯数と人口
2023年（令和5年）7月1日現在の世帯数と人口は以下の通りである。
| 大字             | 世帯数  | 人口  |
| ---------------- | ------- | ----- |
| 悪戸（小字全域） | 213世帯 | 501人 |

## 施設

### 教育
- 社会福祉法人弘前草右会青柳保育園
- 弘前市立青柳小学校

### 商業
- ゴールド農園第二センター
- 相馬アイスクリーム商店

### 農協
- JAつがる弘前弘前南支店

### 公共
- 弘前悪戸郵便局

## 小・中学校の学区
市立小・中学校に通う場合、学区は以下の通りとなる。
| 大字 | 番地 | 小学校             | 中学校             |
| ---- | ---- | ------------------ | ------------------ |
| 悪戸 | 全域 | 弘前市立青柳小学校 | 弘前市立第四中学校 |

## 交通
- 弘南バス
  - 悪戸東口、中央悪戸（弘前バスターミナル - 相馬・藍内・ロマントピア線）停留所。
  - 悪戸東口、中央悪戸、悪戸（弘前バスターミナル - 田代・川原平・大秋線）停留所。